# دانيال بيلاييز
دانيال بيلاييز (بالإسبانية: Daniel Peláez)‏ هو لاعب كرة قدم بيروفي في مركزي الدفاع، ولد في 23 أغسطس 1985 في ليما في بيرو. لعب مع اتحاد هوارال وسيينسيانو ونادي يونيفرسيتاريو.

## وصلات خارجية
- دانيال بيلاييز على موقع قاعدة بيانات كرة القدم.إي يو (الإنجليزية)
- دانيال بيلاييز على موقع Soccerway.com (الإنجليزية)